# Normzeile
Die Normzeile (auch Standardzeile) ist eine in der Übersetzungsbranche übliche Größe zur Abrechnung von Übersetzungen. Besonders in deutschsprachigen Ländern wird nach Normzeilen im Zieltext abgerechnet, in englischsprachigen und romanischen Ländern werden häufig die Wörter im Ausgangstext gezählt.
Der Umfang einer Normzeile beträgt etwa 40 Schriftzeichen (ohne Leerzeichen) bzw. 50 bis 55 Anschläge (mit Leerzeichen).

## Honorarhöhe
Anders als es die Bezeichnung „Normzeile“ vermuten lässt, enthalten weder die (ungültige) DIN-Norm DIN 2345 noch die 2006 in Kraft getretene und fakultativ anwendbare Europäische Norm EN 15038 (Übersetzungsaufträge) genauere Definitionen des Zeilenumfangs. Als „Standardzeile“ eingebürgert hat sich in Deutschland eine Länge von 50–55 Anschlägen einschließlich der Leerzeichen. 30 Normzeilen ergeben normalerweise eine Normseite. 
Im deutschen Justizvergütungs- und -entschädigungsgesetz (JVEG), das unter anderem die Vergütung der Dolmetscher und Übersetzer regelt, heißt es beispielsweise: 
„Das Honorar für eine Übersetzung beträgt 1,95 Euro für jeweils angefangene 55 Anschläge des schriftlichen Textes, wenn der Text dem Übersetzer in editierbarer elektronischer Form zur Verfügung gestellt wird (Grundhonorar). Andernfalls beträgt das Honorar 2,15 Euro für jeweils angefangene 55 Anschläge (erhöhtes Honorar). Ist die Übersetzung wegen der besonderen Umstände des Einzelfalls besonders erschwert, insbesondere wegen der häufigen Verwendung von Fachausdrücken, der schweren Lesbarkeit des Textes, einer besonderen Eilbedürftigkeit oder weil es sich um eine in der Bundesrepublik Deutschland selten vorkommende Fremdsprache handelt, so beträgt das Grundhonorar 2,15 Euro und das erhöhte Honorar 2,30 Euro.“
Im österreichischen Gebührenanspruchsgesetz (§ 54 Abs. 3) wurde hingegen bei Übersetzungen im öffentlichen Dienst (Justiz, Polizei, Zoll etc.) früher nach der Zahl der Schriftzeichen ohne Berücksichtigung der Leerzeichen gerechnet:
„Eine Seite im Sinn des Abs. 1 Z. 1 gilt als voll, wenn sie mindestens 25 Zeilen mit durchschnittlich mindestens 40 Schriftzeichen enthält.“
Seit 1. Juli 2009 (BGBl 2009/52) ist von Zeilen nicht mehr die Rede.
„§ 54. Abs. 1: Die Gebühr der Dolmetscherinnen und Dolmetscher beträgt 1. bei schriftlicher Übersetzung (a) für je 1 000 Schriftzeichen (ohne Leerzeichen) 15,20 €.  [...] Abs. 3: Zur Ermittlung der Gebühr ist die Anzahl der Schriftzeichen der Übersetzung (ohne Leerzeichen) durch 1000 zu dividieren und das Ergebnis mit der Gebühr nach Abs. 1 zu multiplizieren. Bei Übersetzungen von Dokumenten steht die Gebühr nach Abs. 1 ungeachtet der darin enthaltenen Schriftzeichen auch für jede Seite zu, die einer Seite des zu übersetzenden Dokuments entspricht und zur Wahrung der Übersichtlichkeit auf einer eigenen Seite übersetzt wurde.“
Die gesetzliche Vergütung für Übersetzer in Österreich liegt damit um etwa die Hälfte niedriger als die in Deutschland vorgeschriebenen Sätze.